# Huang Sui
Huang Sui (黄穗S, Huáng SuìP; Hunan, 8 gennaio 1982) è un'ex giocatrice di badminton cinese naturalizzata australiana.

## Palmarès
Olimpiadi
- 1 medaglia:
  - 1 argento (Atene 2004 nel doppio)

Mondiali
- 5 medaglie:
  - 3 ori (Siviglia 2001 nel doppio; Birmingham 2003 nel doppio; Madrid 2006 nel doppio)
  - 2 argenti (Anaheim 2005 nel doppio; Kuala Lumpur 2007 nel doppio)

Coppa del Mondo
- 1 medaglia:
  - 1 oro (Yiyang 2006 nel doppio)

Sudirman Cup
- 2 medaglie:
  - 2 ori (Siviglia 2001 nel misto; Pechino 2005 nel misto)

Uber Cup
- 3 medaglie:
  - 3 ori (Canton 2002; Giacarta 2004; Sendai-Tokyo 2006)

Giochi asiatici
- 4 medaglie:
  - 3 ori (Busan 2002 a squadre; Doha 2006 a squadre; Doha 2006 nel doppio)
  - 1 argento (Busan 2002 nel doppio)

Campionati asiatici
- 2 medaglie:
  - 1 oro (Manila 2001 nel doppio)
  - 1 argento (Bangkok 2002 nel doppio)